# Шпиндель

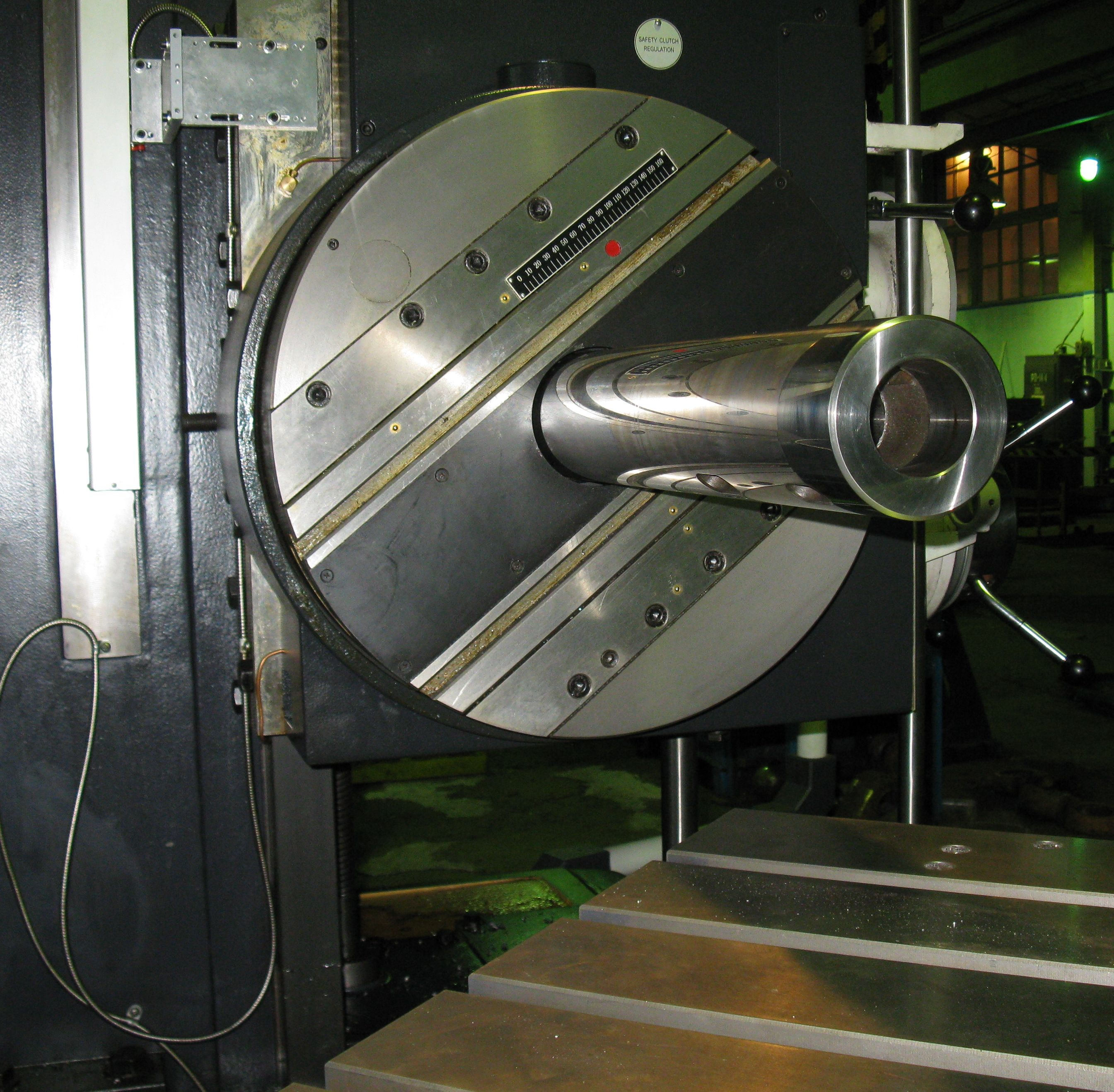
Шпиндель горизонтально-расточного станка.

Шпи́ндель (от нем. Spindel — «веретено») — вал, имеющий правые и левые обороты вращения.
- В металлообработке шпинделем называют вал, снабжённый устройством для закрепления обрабатываемого изделия (заготовки) в зажимном патроне токарного станка, либо режущего инструмента на фрезерных, агрегатных, расточных, сверлильных и др. металлорежущих станках с применением инструментального конуса. В сверлильной, фрезерной и расточной группе станков шпиндель также имеет регулируемую длину, приводимую в движение механическим или ручным способом.
- кинематический элемент трубопроводной арматуры, осуществляющий передачу крутящего момента от привода (электрического, пневматического или гидравлического) или исполнительного механизма к запирающему или регулирующему элементу арматуры;[1]
- передаточный вал от двигателя к валам прокатного стана;
- вал с вращающимися пластинами жёсткого диска.
- вал привода съёмных дисков (дискета или оптический диск), осуществляющий их вращение.
- вращающийся вал плоскошлифовального станка, круглошлифовального станка, внутришлифовального станка
- асинхронный коллекторный двигатель переменного тока с валом, имеющим приспособление — цангу для фиксации фрезы.